# Пенко, Розина
Розина Пенко (итал. Rosina Penco; 1823, Неаполь — 2 ноября 1894, Болонья) — итальянская оперная певица (сопрано).
Точное время и место дебюта Пенко остались неустановленными, но с 1847 г. она пела в Копенгагене, затем в Швеции и Германии, а начиная с 1850 г. её карьера прослеживается по многим ведущим оперным сценам Европы (кроме того, в сезоне 1850—1851 гг. она пела в Константинополе). Наиболее заметны были её выступления в театрах Парижа (1855—1872) и Лондона (1859—1862). В 1874 г. гастролировала в Санкт-Петербурге.
Основу репертуара Пенко составляли колоратурные партии в операх Джоакино Россини, Винченцо Беллини и Гаэтано Доницетти, однако она сотрудничала и с Джузеппе Верди, написавшим для неё партию Леоноры в опере «Трубадур», каковую Пенко и исполнила на премьере в Риме 19 января 1853 года. Широко известен отзыв Верди о Пенко в частном письме 1858 года: «У Пенко много хороших качеств, и она прекрасна, и тем не менее она уже не такая, как пять лет назад, во времена „Трубадура“. Тогда были и чувство, и огонь, и самозабвение. Теперь она хочет петь так, как пели тридцать лет назад, я же хочу, чтобы она пела так, как будут петь через тридцать лет».